# Bruncvík

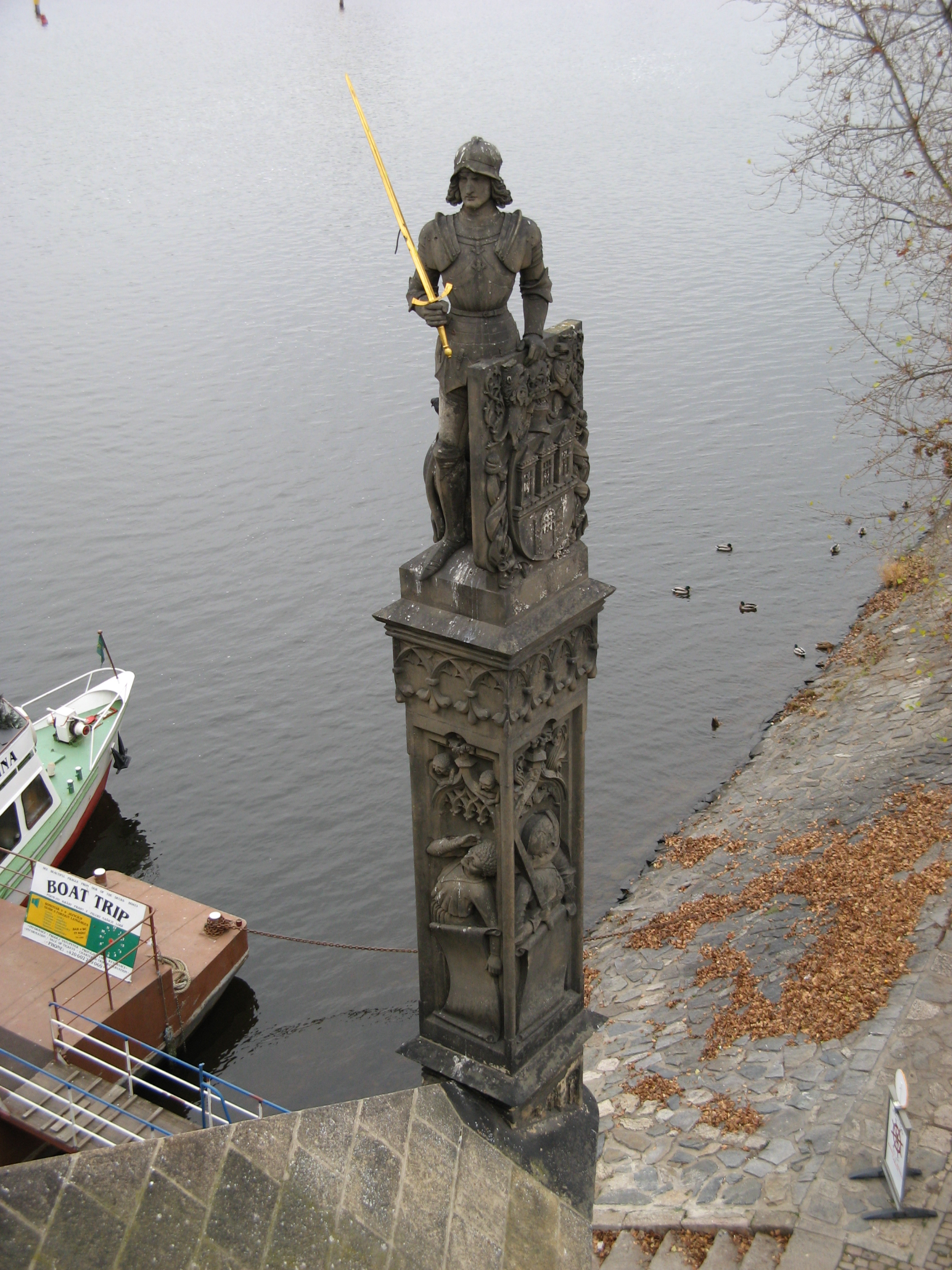
Bruncvík na hřebenu pilíře Karlova mostu na okraji ostrova Kampa

Bruncvík (zvaný též Brunclík) je postava, o níž vyprávějí české báje a jejíž socha je umístěna na Karlově mostě v Praze. Tato česká legenda je pravděpodobně modifikací legendy, v níž figuroval saský a bavorský vévoda Jindřich Lev z Brunšviku (německy Braunschweig, dolnoněmecky Brunswiek).

## Legendy

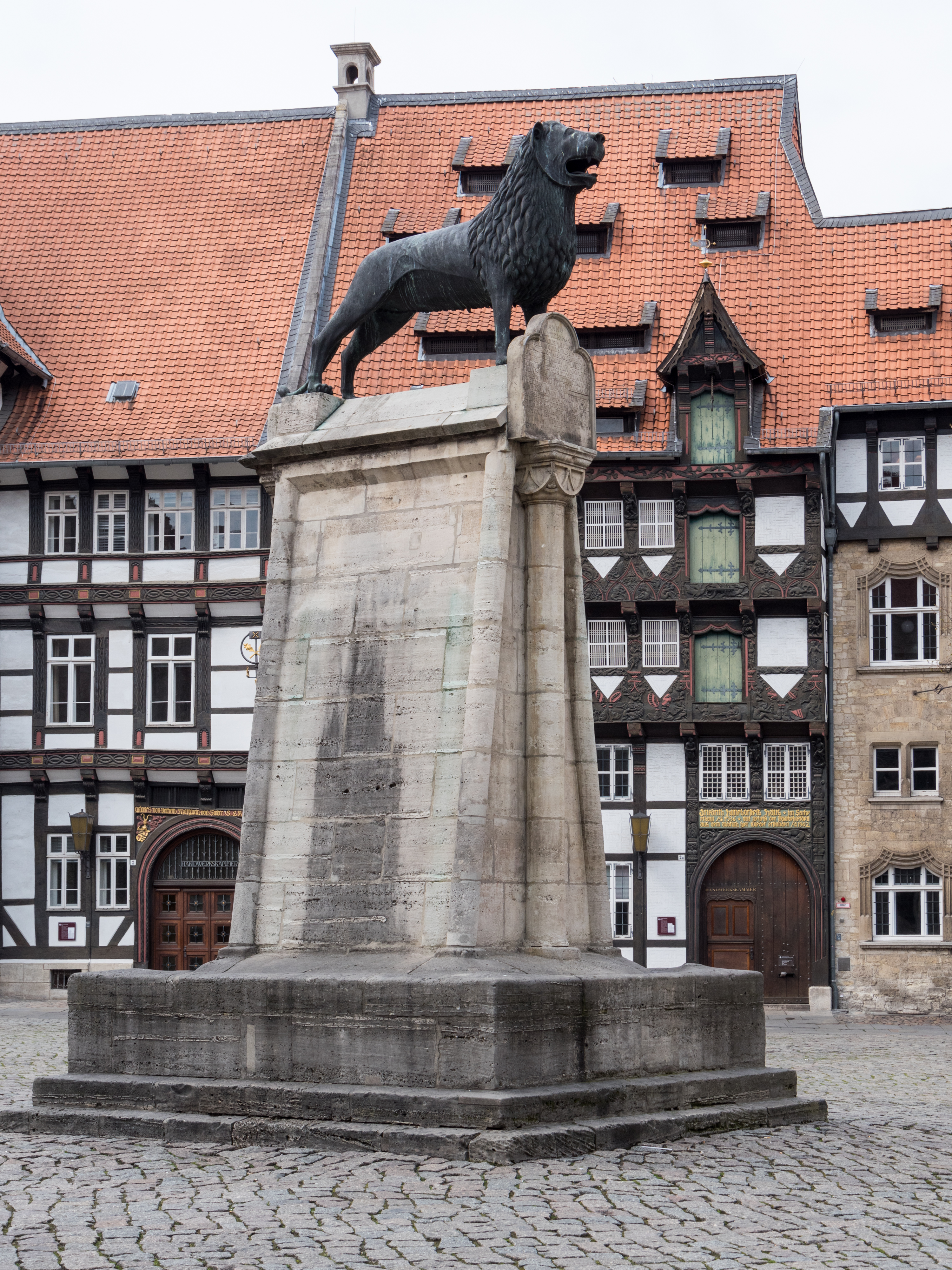
Socha brunšvického lva, kopie na místě původní sochy na nádvoří hradu Braunschweig

Podle legendy byl Bruncvík synem českého knížete Žibřida (podle jiné verze knížete Štylfryda), který dobyl pro zemi znak orlice. Bruncvík vládl moudře a spravedlivě a rozhodl se získat lepší erbovní znamení, proto se s početnou družinou vydal do světa, kde zažil různá dobrodružství a bojoval se všelijakými exotickými zvířaty a obludami. Mimo jiné zachránil život lvovi tím, že zabil strašného draka, a za tuto statečnost získal lva do českého znaku. Jde pravděpodobně o českou modifikaci příběhů o Sindibádovi či Odysseovi.
Podle legendy získal Bruncvík na hradě krále Olibriuse zázračný meč, který na požádání srazí všem nepřátelům hlavy. Meč se po Bruncvíkově smrti ztratil, podle některých verzí je zazděn v mostním pilíři, podle jiných byl hozen do Vltavy, další legendy jej spojují s blanickými rytíři tím, že se objeví, až bude Čechům nejhůře. K meči Bruncvíka se váže také legenda o Přemyslu Otakarovi II., podle níž král po vítězství nad uherským králem odhodil před zraky jásajících Pražanů svůj meč do Vltavy. Až Čechům bude nejhůře, meč pak štika vynese na hladinu a ten, kdo se jej chopí, stane se králem, a s jeho pomocí půjde od vítězství k vítězství. Existuje totiž domněnka, že varianta Bruncvíkova jména Brunclík, by mohla pocházet z německé podoby jména Přemysl – Prunzel.
Věhlas sochy lva na Hradním náměstí (Burgplatz) v dolnosaském Brunšviku, mohl dát vzniknout české legendě o Bruncvíkovi a lvu (Brunšvik, staroněmecky Bruneczwig – Bruncvík). V dolnosaském Brunšviku, jehož německý název byl nejprve Brunesguik, později Brunswiek, od 16. století Braunschweig, stojí monumentální románská bronzová plastika lva z roku 1166, kterou objednal a financoval vévoda Jindřich Lev, aby tak prezentoval svou moc. Podle legendy Jindřich během cesty do Jeruzaléma narazil na lva bojujícího s drakem a přidal se na stranu lva. Lev pak svého zachránce doprovázel po zbytek života. Tato legenda byla populární v Německu, Holandsku, Dánsku a Švédsku, v modifikovaných verzích i v Česku, Maďarsku a Rusku. Ale ani tato legenda není původní, nýbrž pochází z pověsti o rytíři Yvainovi, kterou poprvé zpracoval francouzský básník Chrétien de Troyes v rytířském románu s artušovskou tematikou Yvain, aneb Rytíř se lvem.

## Pilíř se sochou na Karlově mostě

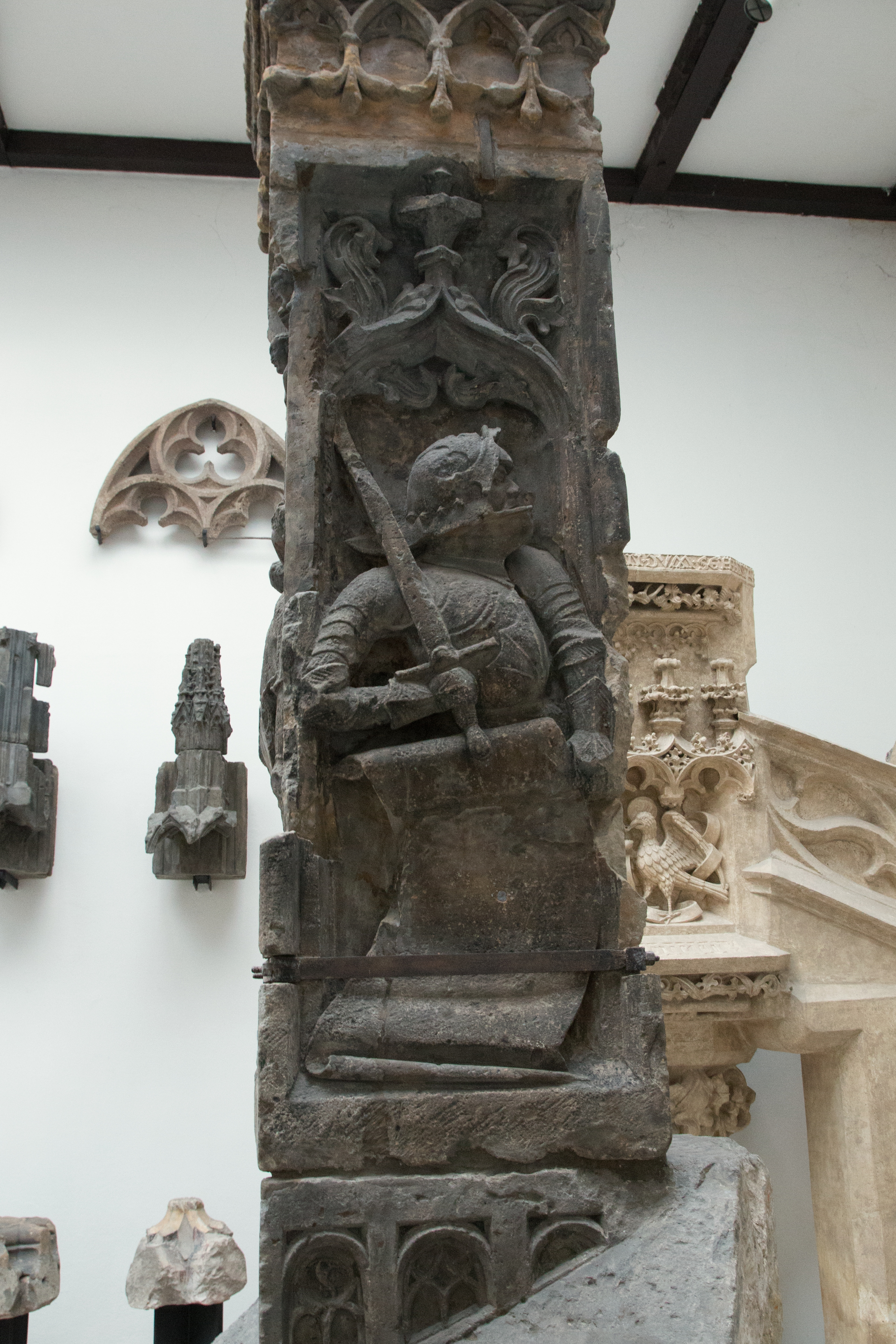
Torzo v Lapidáriu (podstavec)

Historici považují sochu rytíře na pilíři Karlova mostu za Rolandův sloup, který je symbolem městských práv. Prof. Maxmilian Millauer se domníval, že se tzv. Rolandovy sloupy, obvyklé v říšských hanzovních městech, některé pod saským vlivem, mohly mít svůj název podle svitků (Rullen) symbolizujících právo nebo z označení Rugeland, tj. místa, kde se soudilo. Nynější verzi sochy, na níž rytíř je bezvousým mladíkem napřahujícím meč, vytvořil sochař Ludvík Šimek na náklady pražské obce v roce 1886. O původní podobě soudíme jen podle alabastrové miniatury, na níž je rytíř mužem s plnovousem, který se o meč opírá. Za třicetileté války byla horní část sochy zničena při bojích se Švédy. Spodní část původní sochy (od pasu dolů) se štítem, lvem, srnkou a čtyřbokým podstavcem s reliéfy byla roku 1905 instalována do Lapidária Národního muzea na Výstavišti v Praze – Bubenči. Je to pozdně gotické dílo neurčeného pražského sochaře z let 1500–1504.